# (612795) 2004 PA108
(612795) 2004 PA108 est un objet transneptunien du groupe des cubewanos.

## Caractéristiques
(612795) 2004 PA108 aurait un diamètre compris entre 130 et 250 km suivant l'albédo retenu.